# Edmond de Talleyrand-Périgord
Edmond de Talleyrand-Périgord (ur. 1 sierpnia 1787 w Paryżu, zm. 14 maja 1872 we Florencji) – książę de Talleyrand-Périgord, książę de Dino, francuski generał.

## Życiorys

### Wczesne życie
Edmond był synem Archambauda de Talleyranda-Périgorda (1762–1838) i Madeleine Olivier de Senozan de Viriville (1764–1794); bratanek ministra Karola de Talleyranda-Périgorda (1754–1838), 1. księcia de Dino.

### Kariera
W 1812 Edmond otrzymał pułk w Brescii (północne Włochy), a 19 września 1813 został awansowany na obersta. Służył w wojnie przeciwko szóstej koalicji, dowodząc trzema pułkami szaserów w bitwie pod Mühlbergiem w 1813 r., gdzie został wzięty do niewoli. W październiku 1823 został generałem. Edmond był też księciem de Talleyrand-Périgord oraz księciem de Dino.

## Życie prywatne
21 kwietnia 1809 we Frankfurcie nad Menem Edmond poślubił księżniczkę żagańską Dorotę (1793–1862).
Edmond i jego żona mieli 4 dzieci. Dorota była jawnie zdradzana przez jej męża. W 1818 r. sąd ogłosił rozdział majątkowy pomiędzy nimi, w 1824 separację, a w 1830 rozwód. Ich dzieci:
- Napoleon Ludwik de Talleyrand-Périgord, książę żagański 3. książę de Talleyrand-Périgord, książę Valençay (1811–1898)

- Dorothée de Talleyrand-Périgord (1812–1814)

- Alexandre Edmond de Talleyrand-Périgord (1813–1894), który poślubił Marie Valentine Josephine de Sainte-Aldegonde (1820–1891)

- Josephine Pauline de Talleyrand-Périgord (1820–1890), która poślubiła Henri de Castellane (1814-1847)[5].

Talleyrand zmarł 14 maja 1872 roku we Florencji we Włoszech, gdzie mieszkał przez ostatnie 40 lat.